# حركة أنتيغونيش

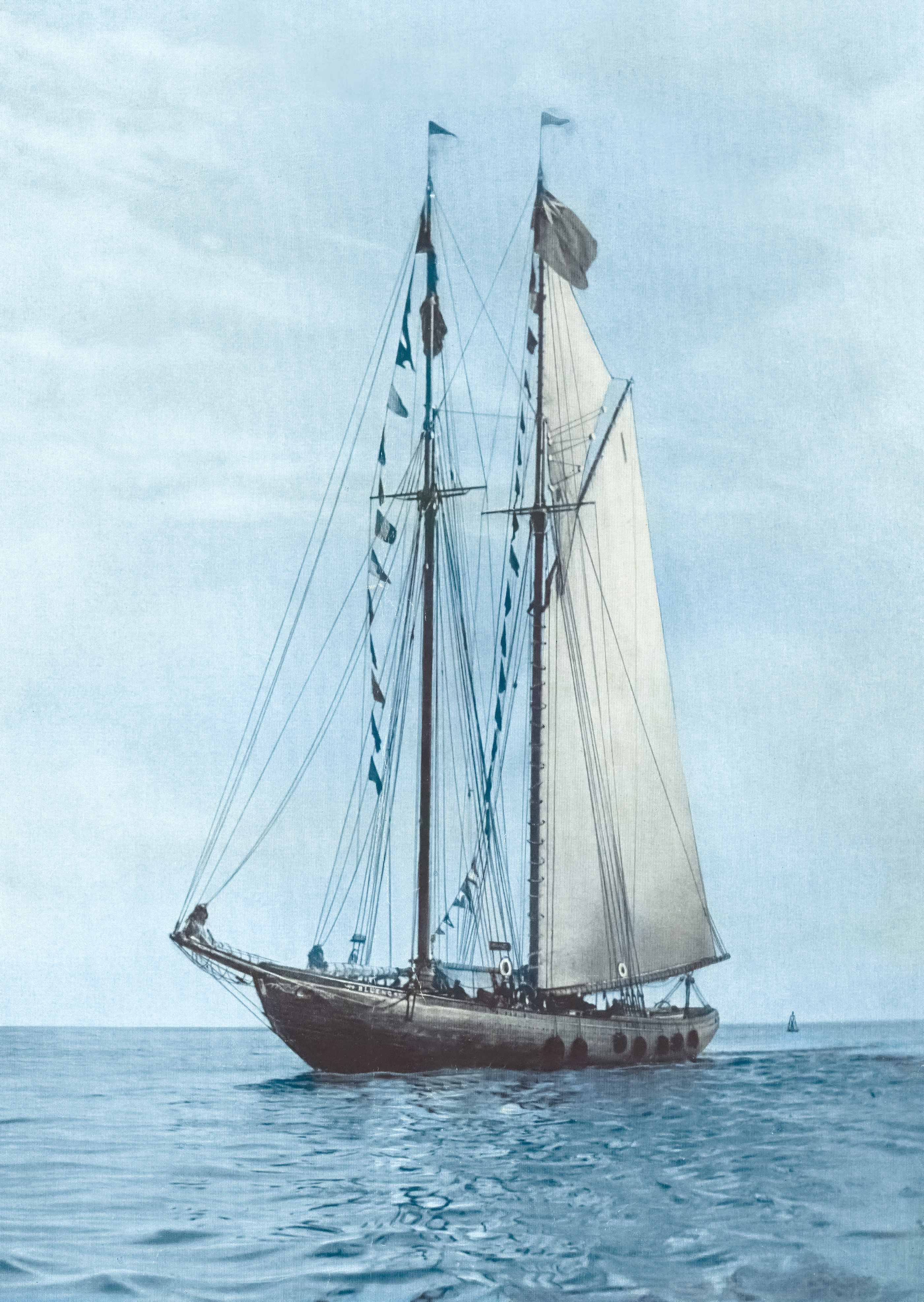

مزجت حركة أنتيغونيش بين تعليم الكبار، والتعاونيّات، والتمويل متناهي الصغر، وتنمية المجتمعات الريفية، بهدف مساعدة المجتمعات الصغيرة التي تعتمد على الموارد في جميع أنحاء المقاطعات البحرية في كندا على تحسين ظروفها الاجتماعية والاقتصادية. قاد هذه الحركة مجموعة من الكهنة والمعلّمين، بمن فيهم الأب جيمي تومبكينز، والأب موسى كودي، والكاهن هيو مكفيرسون، وأي بي مكدونالد من دائرة الإرشاد الواقعة في جامعة القديس فرانسيس كزافييه (المعروفة اختصاراً باسم St. F.X.) في بلدة أنتيغونيش الواقعة في مقاطعة نوفا سكوشا الكندية. ترجع أصول أنظمة اتّحاد الائتمان في كلّ من مقاطعات نوفا سكوشا ونيو برونزويك وجزيرة الأمير إدوارد إلى حركة أنتيغونيش، التي تمتلك أيضاً تأثيرا كبيراً على الأنظمة في بقية المقاطعات الكندية. كان لمعهد كودي الدوليّ التابع لجامعة القديس فرانسيس كزافييه منذ ذلك الحين دوراً فعّالاً في تطوير الاتّحادات الائتمانية، وفي مبادرات تنمية المجتمع القائمة على الأصول في البلدان النامية.

## الأهداف
كان الهمّ الرئيسيّ لقادة حركة أنتيغونيش -كونهم مدرّسين وكهنة- هو التنمية الروحية والبشرية. حمل الكتاب الوحيد الذي ألّفه موسى كودي عنوان «أسياد مصيرهم» ولخّص فيه الرغبة في رؤية أهالي ولاية نوفا سكوشا وقد حقّقوا حرّيّتهم الاقتصادية والاجتماعية. قال كودي -لأسبابٍ عملية- "نعتبر أنّه من حسن التربية ومن الأفضل بالنسبة للنفس البشرية أن نبدأ بالمرحلة الاقتصادية. حتّى نتمكّن من الوصول بسرعة أكبر إلى المراحل الروحية والثقافية التي تتوجّه بالأساس كلّ جهودنا إليها". رأى كودي أنّ أهالي نوفا سكوشا العاديّون هم من يتحمّل مسؤولية فقرهم وضعفهم، فقد سمحوا للمال والأعمال بأن تصبح قوىً غامضة خارجة عن إرادتهم. فعلى سبيل المثال، استُغل الصيّادون والمزارعون من قبل وسطاء التسويق، واستغلّ المقرضون الجميع. كان من الممكن لهم أن يحقّقوا الأمن الاقتصادي وبالتالي تحقيق المزيد من الحرّية ومن تحقيق الذات، في حال أخذوا الوقت الكافي لفهم ظروفهم وخاطروا بالقيام بالعمل التعاونيّ. قال كودي في رؤيته التي جُددت اليوم بأشكال رقمية من التعاون الجماهيري «يتجلّى الأمل الوحيد للديموقراطية في العثور على ما يكفي من النفوس النبيلة والمستقلّة والحيوية المستعدّة للقيام بأعمالٍ إضافية دون مقابل ماديّ في سبيل الوصول إلى مجتمعٍ حرّ ومزدهر».

## الأصول
يعود أصل التعاونيات في نوفا سكوشا إلى متجر تعاونيّ في ستيلارتون أُسس في عام 1861. أُنشئت مزارع تعاونية في تسعينيّات القرن التاسع عشر بهدف تحرير المزارعين من الوسيط الاستغلالي. فشلت العديد من العمليّات التعاونية المبكّرة بسبب «سوء الإدارة، والهيمنة على عدد قليلٍ من الأفراد، ولعدم وجود تعليم مستمر».
تعتبر الجمعية البريطانية الكندية التعاونية -وهو متجر تعاونيّ في منطفة سيدني ماينز بمقاطعة نوفا سكوشا- مثالاً على التعاونية السليمة، بحلول عام 1917، أصبح عدد أعضاء الجمعية 1220 عضواً، وحصّلت الجمعية من المبيعات أكثر من 500 ألفِ دولار. نظّمت الجمعية في تلك السنة مؤتمراً حول التعاونيّات ضمّ الرائد في هذا المجال في مقاطعة أونتاريو جورج كيين كمتحدّث رئيسيّ، وجُددت فيه الطاقة المحلّية والحماس للفكرة.
كان تعليم الكبار هو روح الحركة، يقدّر كودي الدكتورَ هيو مكفيرسون والكاهن جيمي تومبكينز في جامعة القدّيس فرانسيس كزافييه لأدوارهم المبكرة كـ «عمّالٍ روّاد في الإرشاد بجامعة القدّيس فرانسيس كزافييه في مجاليّ تعليم الكبار، والتعاون الاقتصادي».

## جيمي تومبكينز
أدّى الأب جيمي تومبكينز دوراً أساسيّا في تحريك «الديناميت الفكري» الذي انطلق لاحقاً في كلّ قرية من قرى ماريتايمز.
بدأ تومبكينز التدريس في جامعة القدّيس فرانسيس كزافييه في عام 1902. حضر في عام 1912 مؤتمر الجامعات الإمبراطورية البريطانية في لندن، إنكلترا، كنائب لرئيس الجامعة، وعاد إلى بلده مليئاً بالأفكار التي تمكّن الجامعة من المشاركة بشكلٍ فاعلٍ أكثر بحل المشكلات الاقتصادية الريفية وذلك من خلال تعليم الكبار. اهتمّ تومبكينز بشكلٍ خاصّ برابطات العمّال التعليمية، والمدارس الثانوية الشعبية الدنماركية، والحلقات الدراسية السويدية. بينما حاز على انتباهه في كندا كلٌّ من البرنامج الزراعيّ لجامعة ساسكاتشوان، والكُلّيّات الزراعية في مقاطعة كيبك، والاتّحادات الائتمانية.
واجه تومبكينز مشكلة عند عرض أفكاره لإدارة الجامعة، وأرسلت الجامعة في عام 1922 تومبكينز إلى «المنفى» ككاهن قرويّ في كانزو، نوفا سكوشا، الأمر الذي لم يقلّل من عزيمة الكاهن. تسبّب المنهج الذي اتّبعه في تعليم الكبار هناك بإعادة الروح للأعمال المحلّية، وكُتبت عنه سلسلة من المقالات في صحيفة «ذا كرونيكل هيرالد»، الأمر الذي حفّز على إطلاق لجنة فيدرالية تهدف لحلّ المشاكل التي تواجه صيّاديّ ماريتايم.
نظّم تومبكينز -ابتداءً من عام 1924- أوّل سلسلة من المؤتمرات السنوية التي جمعت بين المزارعين والمربّين والطلّاب والكهنة وخبراء التنمية الريفية، وأطلق بعض قادة هذه المؤتمرات في عام 1928 حملةً جمعت 100 الف دولار سعياً منهم للوصول إلى تنظيمٍ أكثر استمرارية. دفعت هذه المبادرة –إلى جانب تقرير اللجنة الفيدرالية لمصائد الأسماك الصادر عام 1928- جامعة القدّيس فرانسيس كزافييه إلى إنشاء دائرة للإرشاد في عام 1928.

## موسى كودي
يُنسب إلى موسى كودي بشكلٍ عامّ قيامه بتحويل رؤية ابن عمّه تومبيكنز إلى برنامج فعّال قادر على الانتشار عبر ماريتايمز.
كانت اللحظة الحاسمة في حياة كودي عندما أدلى بشهادته أمام لجنة حكومية كندية في عام 1927. إذ أكّد استناداً إلى خبرته وخبرة قادة الحركات الأخرى أنّه من الممكن تنشيط الاقتصاد المحلّيّ في حال إنماء النوع الصحيح من التعليم عند الأشخاص العاديّين، وخاصّة التفكير النقديّ والأساليب العلمية للتخطيط والإنتاج، والريادة في الأعمال التعاونية.
كان تقرير لجنة ماكلين محفّزاً، فقد نظّمت جامعة القدّيس فرانسيس كزافييه دائرة للإرشاد في أواخر عام 1928 لإيصال تعليم الكبار إلى سكّان المقاطعة، وعُيّن موسى كودي كأوّل مدير لها. طلبت إدارة مصايد الأسماك الكندية من كودي مساعدة الحكومة في «تنظيم عمل صائدي الأسماك».
استثمر كودي أيضاً طاقة كبيرة في سبيل تحفيز وتعزيز تعاونيّأت البيع بالجملة في جميع أنحاء ماريتايمز، بما في ذلك اتّحاد صيّادي ماريتايم، واتّحاد شركات الفواكه وتعاونيّات الماشية الكندية (ماريتايم).

## إجراءات العمل على تعليم الكبار
استند برنامج أنتيجونيش لتعليم الكبار على ثلاثة عناصر رئيسية:
- الاجتماع الجماهيريّ
- نادي الدراسة
- ومدرسة القادة[9]

### الاجتماعات الجماهيرية
عمل الموظّفون الميدانيّون في دائرة الإرشاد مع السكّان المحلّيّين على تنظيم اجتماعات في المدارس والكنائس والمراكز المجتمعية.
وصف الأشخاص الذي سمعوا ديث كودي في هذه الاجتماعات خطاباته بأنّها «نارية» و «مُحفّزة». تحدّى كودي جمهوره بعدم قبول فقرهم، بل اتّخاذ إجراءات في سبيل فهم وضعهم، ومن ثمّ التفكير والتخطيط لتغييره، وقال عدّة مرّات «يمكنك الحصول على حياة جيّدة، أنت فقير بما يكفي لترغب بها، وذكيّ بما يكفي للوصول إليها». اقترح كودي على جمهوره في عدّة مناسبات إنشاء نوادٍ دراسية، يُدرِّس فيها الأشخاص القادرون على القراءة والكتابة الأمّيّين. 

### نوادي الدراسة
غالباً ما كانت تعقد الأندية الدراسية في منازل أعضائها، وذلك بهدف فهم العوامل التي تجعل من الأعضاء فقراء، ومن ثمّ تحديد الحلول، ووضع خطط وإجراءات عملية للوصول إليها. قدّمت دائرة الإرشاد منشوراتٍ وموادّ تقنية لتدريس مواضيع كالأساليب الزراعية، وتنظيم الأعمال، والاقتصاد، ومبادئ التعاونيّات، ودرّست هذه الأندية أيضاً مقالاتٍ في الصحف المحلّية والعديد من المواد الأخرى التي يمكن لها أن تساعد الأعضاء في فهم وضعهم بشكلٍ أفضل.